# Гентинген
Гентинген (њем. Gentingen) општина је у њемачкој савезној држави Рајна-Палатинат. Једно је од 235 општинских средишта округа Ајфелкрајс Битбург-Прим. Према процјени из 2010. у општини је живјело 67 становника. Посједује регионалну шифру (AGS) 7232042.

## Географски и демографски подаци
Гентинген се налази у савезној држави Рајна-Палатинат у округу Ајфелкрајс Битбург-Прим. Општина се налази на надморској висини од 194 метра. Површина општине износи 4,2 km². У самом мјесту је, према процјени из 2010. године, живјело 67 становника. Просјечна густина становништва износи 16 становника/km².